# Casa Palmeggiani

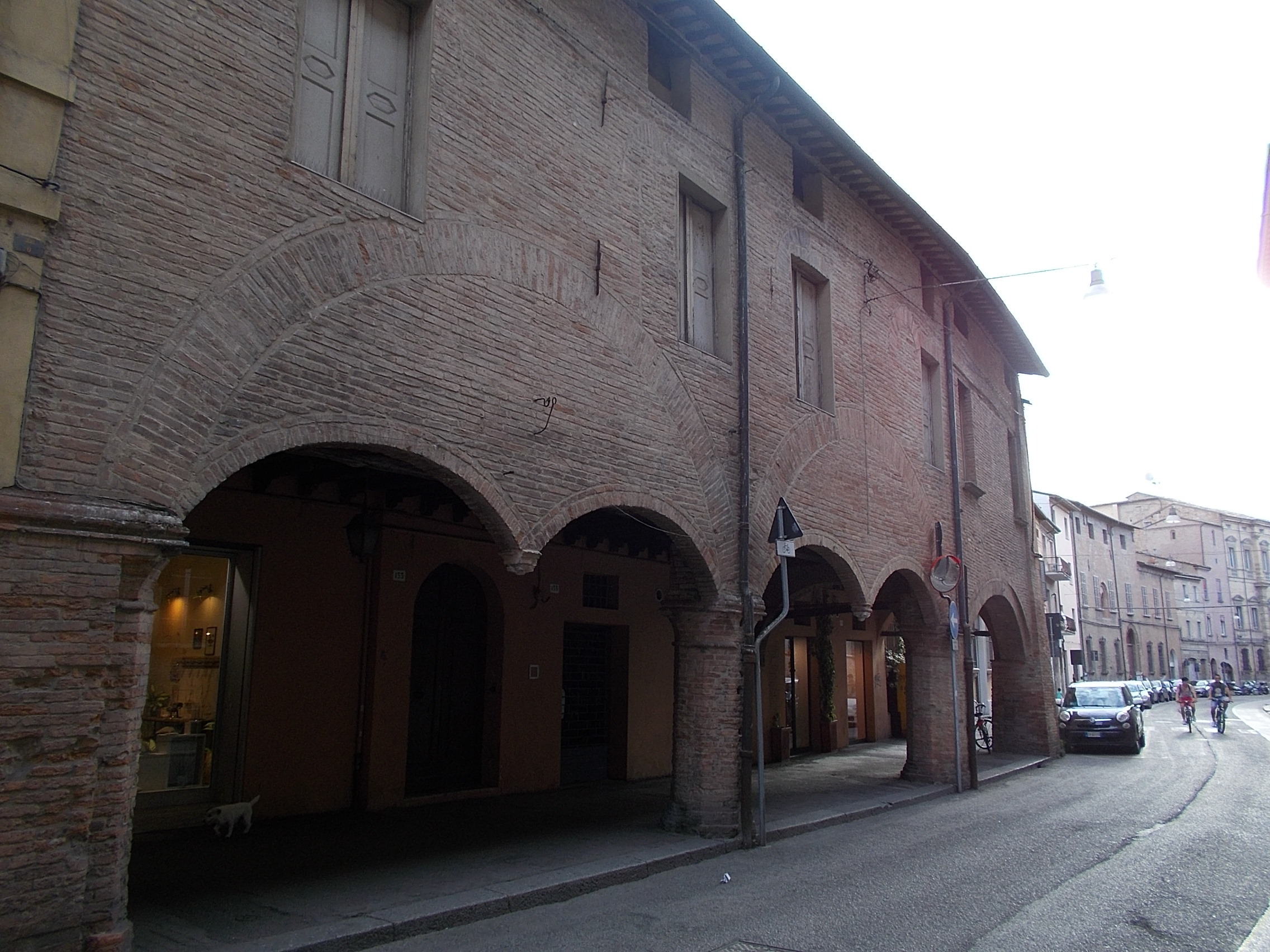
Casa Palmeggiani

Casa Palmeggiani è un palazzo quattrocentesco di Forlì, ubicato in corso Garibaldi.

## Storia
La casa venne eretta nel Quattrocento su strutture preesistenti, probabilmente su abitazioni precedentemente crollate. L'edificio costituisce uno degli esempi più suggestivi di architettura quattrocentesca del forlivese. Era proprietà del pittore ed architetto forlivese Marco Palmezzano, che non vi abitò però mai, e successivamente appartenne ai suoi eredi, i Palmeggiani.

## Descrizione
La facciata presenta un portico a tre campate, sorretto da quattro grosse colonne: una campata presenta un doppio arco ribassato, le altre due sono costituite da una coppia di archetti pensili, che si fondono al centro su di un capitello a goccia in pietra locale, detta spugnone, e decorato con una rosa a quattro petali. Le colonne, a sezione ottagonale, sono alte all'incirca la metà della larghezza di una campata e in cima presentano capitelli schiacciati con collarino.
Il soffitto del portico è a travicelli, con mensole che appoggiano su due lunghe travi nascoste dietro gli archetti pensili.
Le finestre originali a sesto acuto vennero murate nel corso del Settecento e sostituite da finestre rettangolari.
L'interno ha perso le caratteristiche originali, a causa delle numerose ristrutturazioni a cui l'edificio è stato sottoposto nel corso dei secoli.
La complessità delle soluzioni adottate fa pensare che alla fase costruttiva dell'edificio abbia partecipato un maestro molto abile ed esperto. La struttura in legno del soffitto del porticato unitamente alla facciata testimonia inoltre l'alto livello di sviluppo raggiunto Forlì nell'architettura civile del quattrocento.